# San Marcos (Abegondo)
San Marcos (llamada oficialmente San Marco) es una aldea española situada en la parroquia de Abegondo, del municipio de Abegondo, en la provincia de La Coruña, Galicia.

## Demografía
| Gráfica de evolución demográfica de San Marcos entre 1999 y 2018 |
|                                                                  |
| Datos según el nomenclátor publicado por el INE.                 |